# Samotišky
Samotišky é uma comuna checa localizada na região de Olomouc, distrito de Olomouc.